# Goms Bridge
Die Goms Bridge ist eine 280 Meter lange Seilbrücke zwischen Fürgangen und Mühlebach im Goms im Kanton Wallis in der Schweiz. Bis zur Eröffnung der Charles Kuonen Hängebrücke im Jahre 2017 war sie die längste Seilbrücke des Landes.

## Lage
Die Brücke liegt zwei Kilometer oberhalb von Fiesch direkt an der Hauptstraße 19 in der Nähe des Bahnhofs Fürgangen-Bellwald. Sie überführt einen Fussweg über die Lammaschlucht des jungen Rotten und ist auch für Personen mit eingeschränkter Mobilität gut zugänglich.

## Geschichte
Die Brücke ersetzte einen historischer Weg durch die Lammaschlucht, der den Rotten knapp 500 m oberhalb der heutigen Brücke querte. Dieser Weg wurde unter anderem von den Bewohnern von Bellwald benutzt, die zu Beerdigungen oder religiösen Feiern in die Pfarrkirche Ernen mussten. Der Weg hatte aber nach Unwettern immer wieder umfangreiche Wartungsarbeiten erfordert.
Auf Initiative der Gemeinde Bellwald wurde ein Verein IG Hängebrücke Fürgangen-Mühlebach zum Bau einer Hängebrücke gegründet. Die Planungsarbeiten dauerten ungefähr vier Jahre; im Herbst 2014 wurde mit dem Bau begonnen. Am 14. Juni 2015 wurde die Brücke von Patrizia Kummer, die Snowboarderin, die an den Olympischen Winterspielen 2014 in Sotschi die Goldmedaille im Parallel-Riesenslalom gewonnen hatte, eröffnet.
Die Brücke ist kostengünstiger als der Unterhalt des alten Weges. Sie ermöglicht den Touristen in Mühlebach den direkten Zugang zum Bahnhof der Matterhorn-Gotthard-Bahn (MGB) und zur Luftseilbahn Fürgangen-Bellwald, die ins Skigebiet von Bellwald führt.
Die ganzjährig geöffnete Brücke war so erfolgreich, dass für Besucher der Brücke an der Hauptstrasse Parkplätze und ein Bistro geschaffen wurden, damit die Fahrzeuge nicht entlang der Kantonsstrasse parken und den Verkehr behindern. Die Seilbrücke wird täglich von bis zu 1000 Touristen besucht, darunter auch von solchen, die mit dem Car anreisen.
Die Baukosten der Brücke betrugen 1,25 Mio. Franken. Davon wurde der grösste Teil von den Gemeinden Bellwald und Ernen übernommen. Weiter wurde die Finanzierung durch Subventionen des Kantons und durch mehrere Grosssponsoren sichergestellt. Weiter sammelt der Verein IG Hängebrücke Fürgangen-Mühlebach weiterhin Geld zur Deckung der Baukosten und des Unterhalts.

## Technik
Die Brücke ist 140 Zentimeter breit und führt in 92 Metern Höhe über die Lammaschlucht. Sie besteht aus zwei Bündel von drei Tragseilen, an denen im Abstand von zwei Metern Querträger eingehängt sind. Der Laufsteg besteht aus Lärchenholzbrettern. Ein Maschendrahtzaun dient als Brüstung, der Handlauf wird durch ein Stahlseil gebildet, das an den Hängern der Querträger befestigt ist.
Jedes Tragseil hat einen Durchmesser von 36,8 mm und wiegt 2,3 Tonnen. Die gesamte Brücke wiegt 57 Tonnen. Sie ist an Widerlagern in Fürwangen und Mühlebach eingehängt, die Zugkräfte bis zu 550 Tonnen aufnehmen können.